# زامبی (رایانه)
در علم کامپیوتر، یک زامبی (به انگلیسی: Zombie) یا مردهٔ متحرک، رایانه‌ای متصل به اینترنت است که توسط یک هکر، ویروس رایانه‌ای یا اسب تروآ تحت کنترل گرفته شده و می‌تواند برای انجام وظایف مخربی از یک نوع یا متفاوت و تحت نظارت از راه دور مورد استفاده قرار گیرد. بات‌نتهای زامبی، اغلب برای گسترش هرزنامه‌های الکترونیکی و شروع حمله محروم‌سازی از سرویس (به انگلیسی: DoS attack) استفاده می‌شوند. اکثر مالکان رایانه‌های زامبی، از به کار گرفته شدن سامانه‌شان از این طریق بی‌خبر هستند و از آن‌جا که مالک بی‌خبر است، این کامپیوترها به استعاره با زامبی‌ها مقایسه می‌شوند.
کامپیوترهایی که از لحاظ استاندارد ایمنی در سطح پایین‌تری هستند، می‌توانند توسط یک مهاجم برای انواع مقاصد مختلف مورد استفاده قرار بگیرد. کامپیوترهایی که به این شکل، بدون آگاهی صاحب واقعی آن‌ها، مورد بهره‌برداری قرار می‌گیرند، زامبی نامیده می‌شوند. معمول‌ترین کاربردهای زامبی‌ها عبارتند از ارسال هرزنامه، شرکت در حملات هماهنگ و در مقیاس بالا از نوع از کار انداختن سرویس.

(۱) وبگاه فرستنده هرزنامه (۲) فرستنده هرزنامه (۳) نرم‌افزار هرزنامه (۴) رایانه‌های آلوده (۵) ویروس یا تروآ (۶) کارسازهای پست الکترونیکی (۷) کاربران (۸) ترافیک وب

## تاریخچه
از زامبی‌ها به‌طور وسیع برای فرستادن هرزنامه‌ها استفاده می‌شد؛ از سال ۲۰۰۵ تخمین زده شد که ۵۰ تا ۸۰ درصد از کل هرزنامه‌های جهان توسط کامپیوترهای زامبی ارسال شده بودند. این به ارسال کنندهٔ اسپم اجازه می‌دهد که از شناسایی جلوگیری کرده و احتمالاً هزینه‌های پهنای باند خود را کاهش دهند، چرا که صاحبان زامبی‌ها برای پهنای باند خودشان پرداخت می‌کنند. این اسپم‌ها همچنین تا حد زیادی گسترش اسب‌های تروآ را افزایش می‌دهند؛ چون اسب‌های تروآ خود به خود تکرار نمی‌شوند. آن‌ها برای رشد کردن به حرکت پست‌های الکترونیک یا اسپم‌ها وابسته هستند؛ در حالی که کرم‌ها می‌توانند از روش‌های دیگر گسترش یابند.
به دلایل مشابه، از زامبی‌ها برای ارتکاب به کلاهبرداری در کلیک (به انگلیسی: Click fraud) در برابر سایت‌هایی که تبلیغاتِ پرداخت به ازای هر کلیک را نمایش می‌دهند، استفاده می‌شود. دیگران می‌توانند وبگاه‌های فیشینگ یا قاطرپول را به خدمت بگیرند.
از زامبی‌ها می‌توان برای اجرای حمله‌های انکار سرویس توزیع‌شده استفاده کرد؛ اصطلاحی که به جاری شدن سیل هماهنگی از وبگاه‌های مورد نظر به وسیلهٔ تعداد زیادی از کامپیوترها، به صورت یک دفعه اشاره دارد. تعداد زیادی از کاربران اینترنت به منظور خرابی و جلوگیری از دسترسی کاربران قانونی به سایت، درخواست‌هایی به صورت هم‌زمان از سرور یک وبگاه می‌دهند. گونه‌ای از این نوع سیل تحت عنوان تخریب سرویس توزیع شده (به انگلیسی: distributed degradation-of-service) شناخته می‌شود. تخریب سرویس توزیع شده که توسط زامبی‌های فعال انجام می‌شود، سیل دوره‌ای و تعدیل شده‌ای از وبگاه‌ها است که بیشتر با هدف کم کردن سرعت سایت قربانی انجام می‌شود تا از کار انداختن آن. اثربخشی این تاکتیک از این حقیقت سرچشمه می‌گیرد که سیل‌های شدید را می‌توان به سرعت تشخیص داده و رفع کرد؛ اما حمله‌های زامبی فعال و در نتیجهٔ کندی دسترسی به وبگاه می‌تواند برای ماه‌ها یا حتی سال‌ها از نظرها دور بماند.
حوادث قابل توجهی از حملات انکار و تخریب سرویس توزیع شده در گذشته، شامل حمله‌ای بر اساس سرویس SPEWS در سال ۲۰۰۳ و حمله‌ای علیه سرویس قورباغهٔ آبی (به انگلیسی: Blue frog) در سال ۲۰۰۶ هستند. در سال ۲۰۰۰ چندین وبگاه برجسته (یاهو!، ئی‌بی و…) توسط یک حملهٔ انکار سرویس توزیع شده که به وسیلهٔ یک نوجوان کانادایی راه‌اندازی شد، با وقفه مواجه شدند. حمله‌ای بر grc.com به تفصیل مورد بحث قرار گرفته و حمله‌کننده که فردی ۱۳ ساله، احتمالاً از کنوشا، ویسکانسین در ایالت ویسکانسین بود، در وبگاه تحقیقات گیبسون شناسایی شد. استیو گیبسون رباتی که در آن حمله به عنوان زامبی بود را تجزیه (پیاده) کرد و آن را تا توزیع کننده‌اش ردیابی کرد. او در گزارشی در مورد تحقیقش عملکرد یک کانال آی‌آرسی تحت کنترل بات را شرح می‌دهد.
ابتدا در سال ۲۰۰۹، قابلیت‌های شبکه‌ای از ربات‌های (بات‌نت‌ها) مشابهی نیز برای بازار رو به رشد تلفن‌های هوشمند پدیدار شده‌است.
در سال ۲۰۱۲ نیز هکرها با استفاده از بدافزارهای تلفن‌های هوشمند DDOS را پیاده‌سازی کرده‌اند.